# Гран-при Кастельона 2025
2-й выпуск  Гран-при Кастельона — шоссейной однодневной велогонки по дорогам Испании. Гонка прошла 25 января 2025 года в рамках Европейского тура UCI 2025 (категория 1.1). Победу одержал португальский велогонщик Антонио Моргадо.

## Участники
На участие в гонке заявлено участие 21 команды: 7 команд категории UCI WorldTeam, 9 ProTeam и 5 континентальных.
| UCI WorldTeams (7)- UAE Team Emirates XRG - Movistar Team - Team Jayco AlUla - Bahrain-Victorious - XDS Astana Team - Cofidis - Arkéa-B&B Hotels UCI ProTeams (9)- Tudor Pro Cycling Team - Lotto - Q36.5 Pro Cycling Team - Burgos-Burpellet-BH - Caja Rural-Seguros RGA - Equipo Kern Pharma - Euskaltel-Euskadi - Team Polti VisitMalta - Team TotalEnergies UCI Continental Teams (5)- Illes Balears Arabay - Van Rysel-Roubaix - St. Michel-Preference Home-Auber 93 - Anicolor/Tien 21 - AVC Aix Provence Dole |
| |

## Маршрут
Гонка пройдет на дистанции 171,7 км между Кастельоном и Ондой, на трассе, которая сочетает в себе сложные подъемы, технические спуски и захватывающие пейзажи. Отправляясь из парка Рибальта в Кастельоне, пелотон столкнется с такими препятствиями, как Альто-де-ла-Кома, Альто-де-ла-Серрателла и решающий перевал Айодар. Затем последует стремительный спуск, который приведет гонщиков к Музею Азулехо Маноло Сафон, где будет расположен финиш. Среди основных моментов гонки — два промежуточных финиша в Валь-д’Альба и промежуточный спринт в Сан-Жоан-де-Моро.

## Ход гонки
Эта гонка, прошедшая под Валенсией, стала первой в европейском сезоне 2025 года для мужчин. Восемь гонщиков сформировали отрыв дня: Карлос Гарсия Пьерна из Burgos Burpellet BH, Батист Вейстроффер из Lotto, Йокин Мургиалдей из Euskaltel-Euskadi, Унаи Эспарса, Серхио Труэба из Illes Balears Arabay, Кевин Авуан из Van Rysel Roubaix, Харрисон Вуд из Sabgal/Anicolor и Джек Броу из AVC Aix Provence Dole. Они добились максимального преимущества в три минуты, но Cofidis, Q36.5 и Jayco AlUla смогли сократить отставание, а австралийская команда уступила победителю 2024 года Майклу Роджерсу. Вейстроффер стал последним гонщиком, которого поймали на ранней стадии Кольядо-де-Айодар, когда ему оставалось проехать всего 11 км. Затем Кови и Моргадо начали атаку и оторвались от Давиде Формоло (Movistar), Скарони, Шампуссена и Фагундеса. Cofidis, Jayco AlUla и Bahrain-Victorious попытались сократить отставание, но оно сохранялось на уровне 15 секунд. Моргадо и Кови изо всех сил пытались догнать, как и Скарони и Шампуссен, гоняясь за очками UCI. Моргадо, казалось, предпринял атаку, чтобы подставить Кови, но затем он просто продолжил движение, пока остальные пытались сесть к нему на колесо. Он лидировал на спуске до финальных 500 метров и просто продолжал движение. Португальский гонщик из ОАЭ, выступающий за команду Emirates-XRG, смог поднять руки в знак триумфа, опередив Эрика Антонио Фагундеса из Burgos Burpellet BH и Клемана Шампуссена из XDS Astana. Антонио Моргадо одержал убедительную победу в Гран-Премио Кастельон — Рута-де-ла-Керамика, вырвавшись вперед на последнем километре и сдержав натиск конкурентов на финише.

## Результаты
| \| Генеральная классификация \| Генеральная классификация \| Генеральная классификация \| Генеральная классификация \| Генеральная классификация \| \| Гонщик \| Гонщик \| Команда \| Время \| \| \| ------------------------- \| ------------------------- \| ------------------------- \| ------------------------- \| ------------------------- \| \| 1-й \| Антонио Моргадо \| UAE Team Emirates XRG \| 3ч 59' 14 \| \| \| 2-й \| Эрик Фагундез \| Burgos-Burpellet-BH \| + 0 \| \| \| 3-й \| Клеман Шампуссен \| XDS Astana Team \| + 0 \| \| |                  |                       |           |
| |                  |                       |           |
| Источник: ProCyclingStats |                  |                       |           |
| Генеральная классификация |                  |                       |           |
| Гонщик | Гонщик           | Команда               | Время     |
| 1-й | Антонио Моргадо  | UAE Team Emirates XRG | 3ч 59' 14 |
| 2-й | Эрик Фагундез    | Burgos-Burpellet-BH   | + 0       |
| 3-й | Клеман Шампуссен | XDS Astana Team       | + 0       |